# フェリーあけぼの (2代)
フェリーあけぼのは、マルエーフェリーが運航するフェリー。

## 概要
フェリーあかつきの代船として三菱重工業下関造船所で建造され、2008年7月5日に鹿児島 - 奄美 - 沖縄航路に就航した。
鉄道建設・運輸施設整備支援機構の共有建造制度を利用して建造された鉄道・運輸機構との共有船である。
シップ・オブ・ザ・イヤー2008の大型客船部門賞を受賞している。

### 航路
鹿児島航路
- 鹿児島港（新港） - 奄美大島（名瀬港新港地区） - 徳之島（亀徳港） - 沖永良部島（和泊港） - 与論島（与論港） - 本部港 - 那覇港（那覇ふ頭）

本船とフェリー波之上の2隻で2日に1便を運航する。運航ダイヤは、下り便が鹿児島出港が18時、名瀬入港が2日目5時、那覇入港が19時、所要時間は25時間、上り便が那覇出港が7時、名瀬入港が20時30分、鹿児島入港が2日目8時30分、所要時間は25時間30分となっている。

## 設計
2機1軸の機関構成が採用され、2機2軸の従来船と比較して船体抵抗が削減された。両舷船尾にランプウェイを装備しており、トラック、乗用車などをロールオン・ロールオフ方式で車両甲板に搭載するほか、船首甲板がコンテナスペースとなっており、コンテナをデリックによるリフトオン・リフトオフ方式で搭載する。

## 船内
高齢者、障害者等の移動等の円滑化の促進に関する法律（バリアフリー新法）に基づいて作成された鉄道・運輸機構の旅客船バリアフリーガイドラインに準拠したバリアフリー高度化船である。通常の船内設備に加えて、高齢者や身障者に対応した客室、多機能トイレ、車いす対応エスカレーター、エレベーターなどのバリアフリー設備を備える。

### 船室
| 等級                | 部屋数   | 定員  | 設備                                         |
| ------------------- | -------- | ----- | -------------------------------------------- |
| 特等（洋室）        | 2名×4室  | 8名   | ツインベッド、バス・トイレ・テレビ・洗面台付 |
| 1等（和洋室）       | 4名×9室  | 36名  | 二段ベッド×4名、テレビ・洗面台付             |
| 2等洋室（寝台B）    | 8名×20室 | 160名 | 二段ベッド×8名                               |
| 2等和室             | 10室     | 406名 | マット                                       |
| 2等和室（女性専用） | 2室      | 68名  | マット                                       |

### 設備

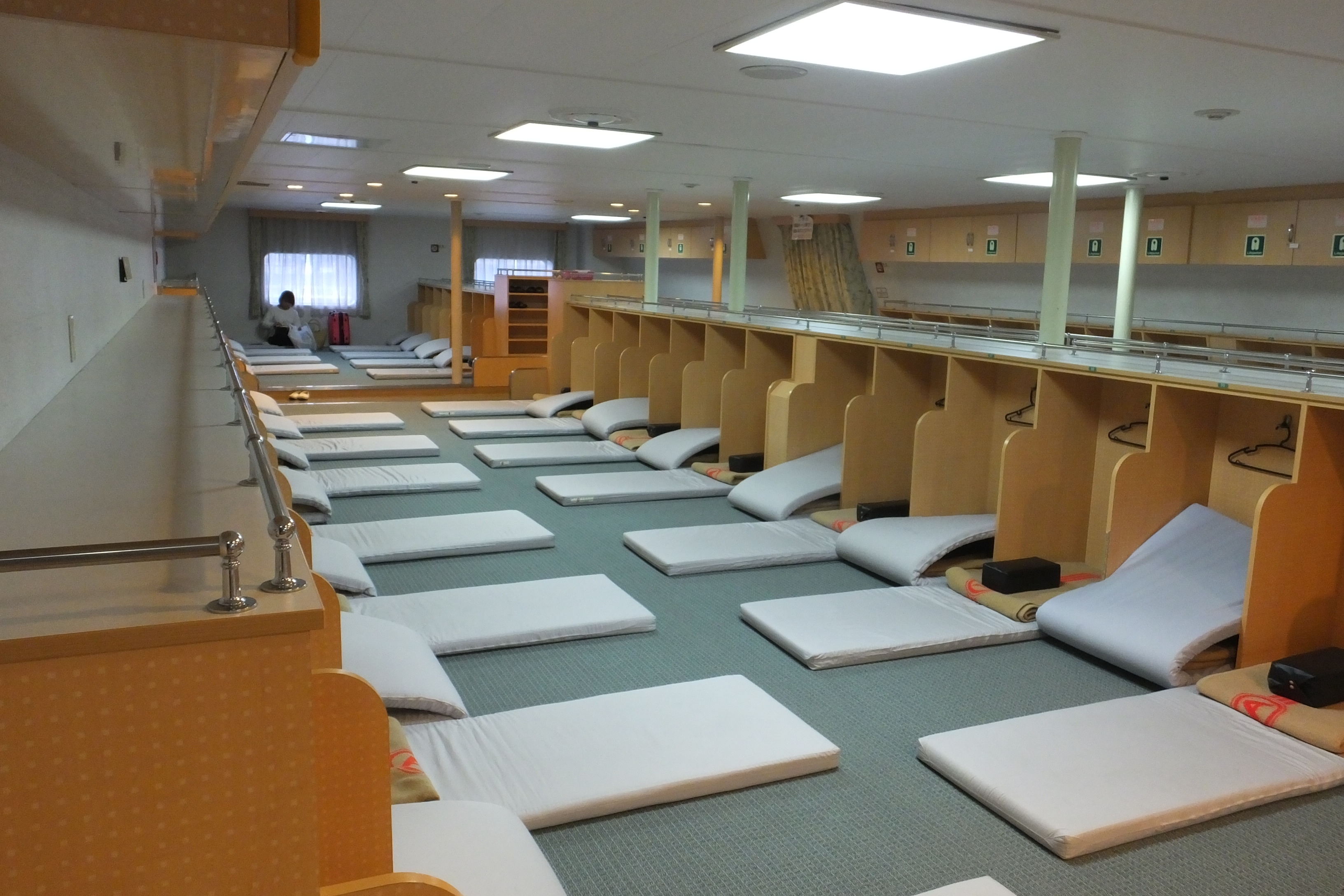
2等和室

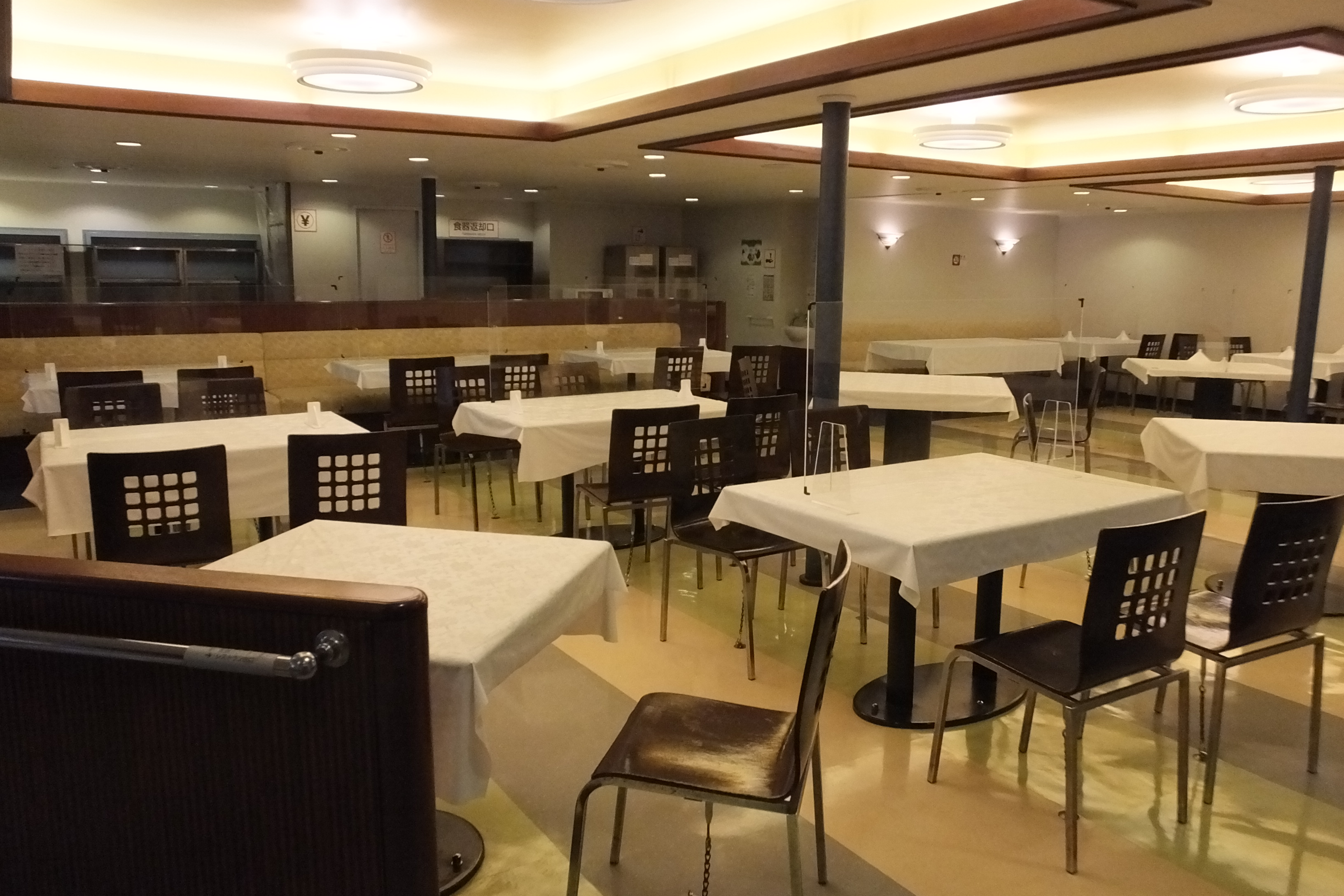
レストラン

パブリックスペース
- 案内所
- エントランス
- ロビー
- 展望サロン
- 授乳室
- 喫煙室

供食・物販設備
- レストラン
- 売店
- 自動販売機

入浴設備
- シャワー室